# Klemens Großimlinghaus
Klemens Großimlinghaus (* 6. Dezember 1941 in Krefeld; † 27. Juni 1991 ebenda) war ein deutscher Radrennfahrer.

## Sportliche Laufbahn
1961 (mit Lothar Claesges) und 1963 (mit Ernst Streng) gewann Klemens Großimlinghaus den Silbernen Adler von Köln. Im Sommer 1961 waren beide auch mit acht Siegen und sechs Podiumsplätzen die erfolgreichste Mannschaft im deutschen Bahnradsport. 1963 wurde er deutscher Meister in der Mannschaftsverfolgung. Im selben Jahr errang er mit dem deutschen Bahn-Vierer (Ernst Streng, Karl-Heinz Henrichs, Lothar Claesges) bei den Bahn-Weltmeisterschaften in Rocourt bei Lüttich den Titel des Vize-Weltmeisters. Anschließend trat er zu den Profis über. Als Amateur startete er für den Verein Staubwolke Krefeld.
1967 wurde Großimlinghaus zweifacher deutscher Meister, im Zweier-Mannschaftsfahren sowie im Omnium. Zudem belegte er mehrfach Podiumsplätze bei deutschen Meisterschaften; 1968 nahm er an der Tour de France teil, gab aber während der dritten Etappe auf. Er startete auch bei 40 Sechstagerennen, von denen er 1965 das in Montreal mit Klaus Bugdahl gewann. Im November 1968 trat er vom Radsport zurück, um in das väterliche Geschäft einzutreten.

## Diverses
Klemens Großimlinghaus war der Sohn des Krefelder Radsportidols Clemens Großimlinghaus (* 1907), genannt „Mücke“.
Sein früher Tod im Alter von 49 Jahren gab Spekulationen um Doping Auftrieb, da rund 20 Rennfahrer seiner Generation, darunter auch Ernst Streng, ebenfalls relativ jung starben.
20 Jahre nach seinem Tod wurden auf Initiative seiner Ehefrau Heike im Krefelder Haus Greiffenhorst von Klemens Großimlinghaus geschaffene Gemälde gezeigt.

## Erfolge
1961
- Deutscher Amateur-Meister – Omnium, Zweier-Mannschaftsfahren (mit Lothar Claesges)

1962
- Deutscher Amateur-Meister – Omnium

1963
- Weltmeisterschaft – Mannschaftsverfolgung (mit Lothar Claesges, Ernst Streng und Karl-Heinz Henrichs)
- Deutscher Amateur-Meister – Mannschaftsverfolgung (mit Lothar Claesges, Ernst Streng und Hans-Peter Kanters)

1965
- Sechstagerennen von Montreal (mit Klaus Bugdahl)

1967
- Deutscher Meister – Zweier-Mannschaftsfahren (mit Winfried Bölke)